# Rionegro, Antioquía
Rionegro är en kommun i Colombia. Den ligger i departementet Antioquia, i den centrala delen av landet, 230 km nordväst om huvudstaden Bogotá. Antalet invånare är 100 502. Arean är 196 kvadratkilometer.
Terrängen i Rionegro är kuperad västerut, men österut är den platt.
Årsmedeltemperaturen i trakten är 14 °C. Den varmaste månaden är augusti, då medeltemperaturen är 16 °C, och den kallaste är juni, med 12 °C. Genomsnittlig årsnederbörd är 3 199 millimeter. Den regnigaste månaden är oktober, med i genomsnitt 413 mm nederbörd, och den torraste är juli, med 136 mm nederbörd.